# Akciófilm

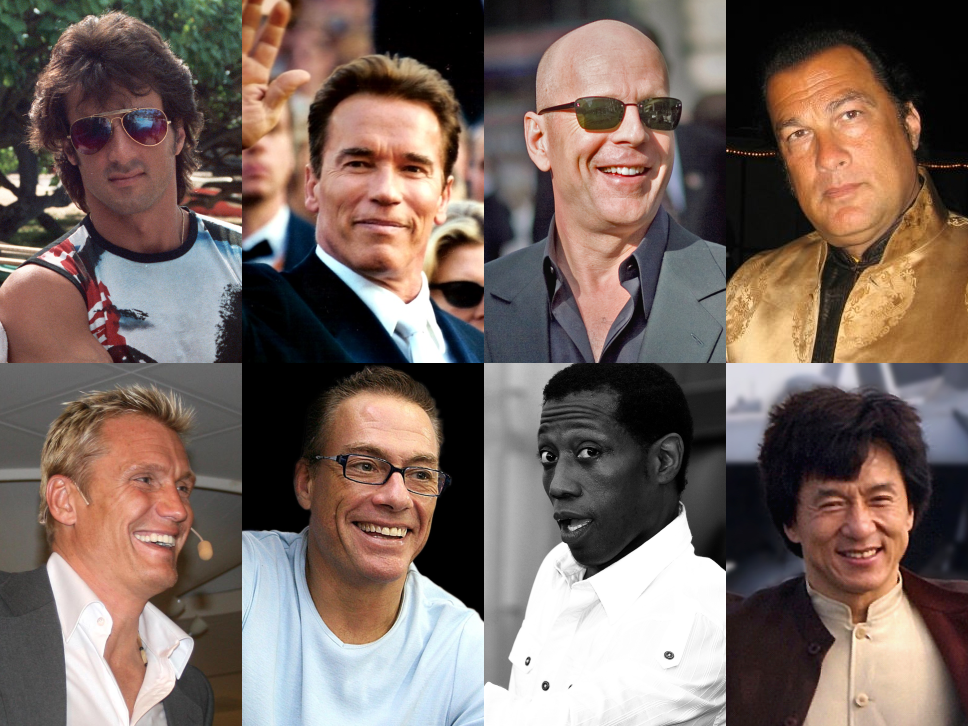
Néhány ismert akcióhős

Az akciófilm a tömegfilm egyik jellegzetes műfaja, melynek már a tízes években felbukkant az egyik műfaji őse, a hajszafilm, melyben képtelen és komikus üldözéssorozatok váltják egymást. Az akciófilmekben hagyományosan megtalálhatók a robbanások, az ökölharcok, a lövöldözések, a lovas és az autós üldözések. Az akciófilmhez közel álló műfaj a kaland és a thriller filmek, de találhatóak benne a kémfilmekben lévő elemek is.

## Színészek
Az 1950-es és 1960-as évek népszerű akcióhősei John Wayne, Steve McQueen és Lee Marvin voltak. 1970-ben tűnt fel Charles Bronson, Bruce Lee, Chuck Norris és Clint Eastwood, 1980-ban Sylvester Stallone és Arnold Schwarzenegger, Mel Gibson és Danny Glover. Az 1990-es és a 2000-es években lettek népszerűek az ázsiai színészek, mint például Jet Li és Jackie Chan.

## Ismertebb producerek
- Avi Lerner
- Boaz Davidson
- Bob Weinstein
- Don Simpson
- Harvey Weinstein
- Jerry Bruckheimer
- Jerry Weintraub
- Joel Silver
- Menahem Golan
- Yoram Globus
- A Wachowski testvérek

## Fordítás
- Ez a szócikk részben vagy egészben  az   Action film című angol Wikipédia-szócikk fordításán alapul.  Az eredeti cikk szerkesztőit annak laptörténete sorolja fel. Ez a jelzés csupán a megfogalmazás eredetét és a szerzői jogokat jelzi, nem szolgál a cikkben szereplő információk forrásmegjelöléseként.